# Janis Carter
Pour les articles homonymes, voir Carter.

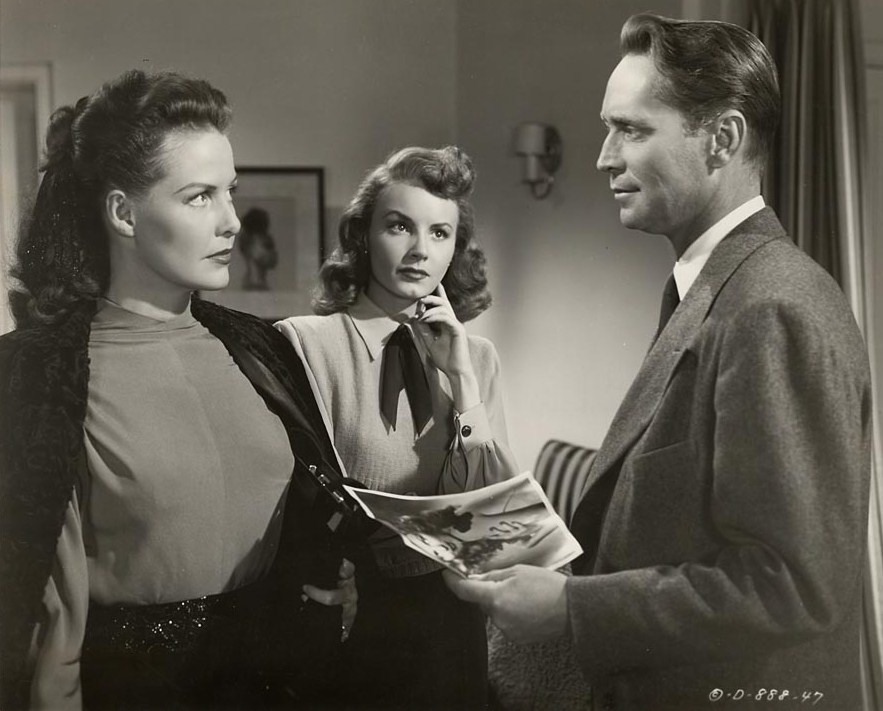
De gauche à droite : Janis Carter, Janet Blair et Franchot Tone, dans Les Liens du passé (1948)

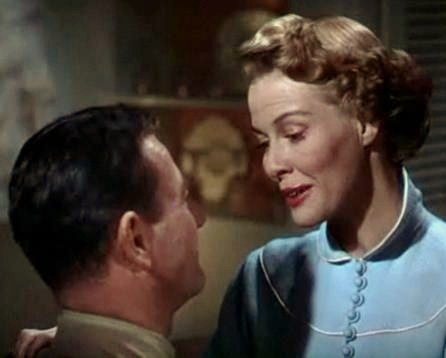
Dans Les Diables de Guadalcanal (1951), avec John Wayne

Janis Carter est une actrice et chanteuse américaine, de son vrai nom Janice Elinore Dremann, née à Cleveland (Ohio, États-Unis) le 10 octobre 1913, mort à Durham (Caroline du Nord, États-Unis) le 30 juillet 1994.

## Biographie
Après avoir envisagé de faire carrière comme chanteuse d'opéra, elle débute au théâtre à Broadway (New York) en 1937, sous son vrai nom, et y chante dans quatre comédies musicales, jusqu'en 1942.
Repérée à Broadway par Darryl F. Zanuck, elle débute au cinéma en 1941, sous le pseudonyme de Janis Carter. Elle contribue à trente-cinq films américains (l'un, toutefois, est une coproduction italo-américaine), régulièrement jusqu'en 1952, avant une ultime apparition en 1962.
Pour la télévision, elle participe à six séries, de 1950 à 1955, ainsi qu'à deux téléfilms en 1954.

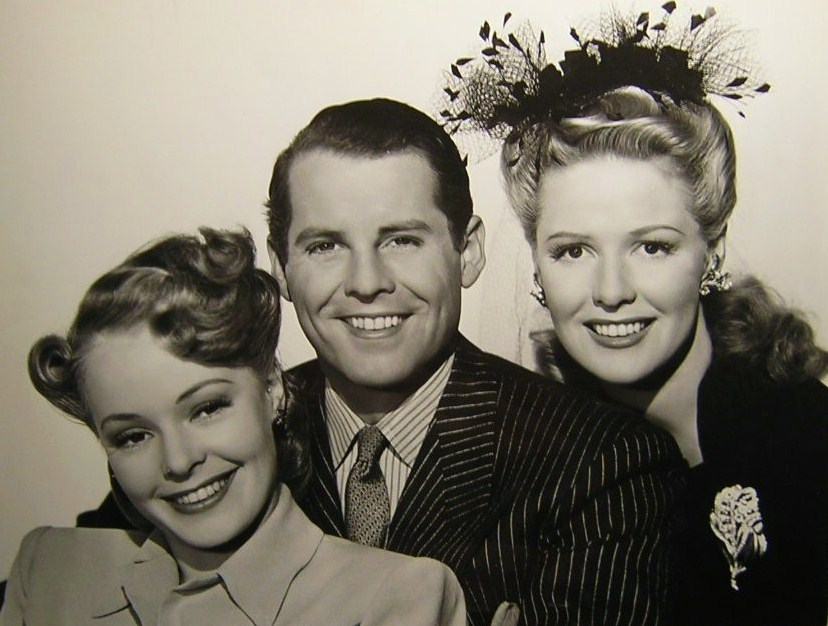
Avec Virginia Gilmore (à g.) et James Ellison, dans That Other Woman (1942, photo promotionnelle)

## Filmographie complète
- 1941 : Cadet Girl (en) de Ray McCarey
- 1942 : I Married an Angel de W.S. Van Dyke
- 1942 : Shanghaï, nid d'espions[1] (Secret Agent of Japan) d'Irving Pichel
- 1942 : Who is Hope Schuyler ? de Thomas Z. Loring
- 1942 : Le Témoin disparu (Just Off Broadway) de Herbert I. Leeds
- 1942 : Girl Trouble de Harold D. Schuster
- 1942 : Pilotes de chasse (Thunder Birds) de William A. Wellman
- 1942 : That Other Woman de Ray McCarey
- 1943 : L'Étrangleur (Lady of Burlesque) de William A. Wellman
- 1943 : Swing Out the Blues de Malcolm St. Clair
- 1944 : The Ghost that walks alone de Lew Landers
- 1944 : Sésame ouvre-toi ! (Girl in the Case) de William Berke
- 1944 : One Mysterious Night de Budd Boetticher
- 1944 : The Mark of the Whistler (en) de William Castle
- 1944 : Coup de foudre (Together again) de Charles Vidor
- 1944 : Le Juré disparu (The Missing Juror) de Oscar Boetticher Jr.
- 1945 : The Power of the Whistler (en) de Lew Landers
- 1945 : Aladin et la lampe merveilleuse (A Thousand and One Nights) d'Alfred E. Green
- 1946 : Les Compagnons de Jéhu (The Fighting Guardsmand) de Henry Levin
- 1946 : Night Editor (en) d'Henry Levin
- 1946 : Le Chemin de l'amour (One Way to Love) de Ray Enright
- 1946 : The Notorious Lone Wolf (en) de D. Ross Lederman
- 1947 : Traquée (Framed) de Richard Wallace
- 1947 : Adieu Mimi (Addio Mimí !) de Carmine Gallone (coproduction italo-américaine)
- 1948 : Les Liens du passé (I love Trouble) de S. Sylvan Simon
- 1949 : La Guerre des dockers (en) (I Married a Communist) de Robert Stevenson
- 1949 : Française d'occasion (Slightly French) de Douglas Sirk
- 1949 : Miss Grain de sel (Miss Grant takes Richmond) de Lloyd Bacon
- 1949 : The Woman of Pier 13 de Robert Stevenson
- 1949 : C'est moi le papa (And Baby makes Three) d'Henry Levin
- 1950 : Suzy... dis-moi oui (A Woman of Distinction) d'Edward Buzzell
- 1951 : Les Diables de Guadalcanal (Flying Leathernecks) de Nicholas Ray
- 1951 : La Bagarre de Santa Fe (Santa Fe) d'Irving Pichel
- 1951 : Mon passé défendu ou Cœurs insondables (My Forbidden Past) de Robert Stevenson
- 1952 : La Peur du scalp (The Half-Breed) de Stuart Gilmore
- 1962 : Wild Gals of the Naked West (en) de Russ Meyer

## Théâtre
- 1937 : Virginia, musique d'Arthur Schwartz, lyrics d'Albert Stillman, livret de Laurence Stallings et Owen Davis, costumes d'Irene Sharaff, avec Nigel Bruce, Gene Lockhart (créditée Janice Dremann)
- 1938-1939 : I Married an Angel, musique de Richard Rodgers, lyrics de Lorenz Hart, livret de Rodgers et Hart, d'après une pièce de Johann Vaszary, chorégraphie de George Balanchine, mise en scène de Joshua Logan, avec Dennis King, Walter Slezak, Charles Walters, Vera Zorina (créditée Janis Dremann) (+ participation à l'adaptation au cinéma de 1942 : voir filmographie ci-dessus)
- 1939-1940 : La Du Barry était une dame (Du Barry was a Lady), musique et lyrics de Cole Porter, livret d'Herbert Fields et B.G. DeSylva, décors et costumes de Raoul Pène Du Bois, avec Bert Lahr, Ethel Merman, Betty Grable, Charles Walters (créditée Janice Carter) (adaptée au cinéma en 1943)
- 1940-1942 : Panama Hattie, musique et lyrics de Cole Porter, livret d'Herbert Fields et B.G. DeSylva, décors et costumes de Raoul Pène Du Bois, avec Ethel Merman, James Dunn, Betty Hutton, Arthur Treacher, Hal Conklin (créditée Janis Carter) (adaptée au cinéma en 1942)